# اسب آبی ۴۲۶
سیارک ۴۲۶ (به انگلیسی: 426 Hippo، نام‌گذاری: 1897DH)، چهارصد و بیست و ششمین سیارک کشف شده‌است؛ که در ۲۵ اوت ۱۸۹۷ و در نیس کشف شد.
این سیارک توسط آگوست کارلویز کشف شد .
قدر مطلق سیارک برابر ۸٫۴۲ است.